# Максімень
Максімень (рум. Maximeni) — село в Молдові в Чимішлійському районі. Входить до складу комуни, центром якої є село Жавгур.